# Новоспасский пруд
Новоспасский пруд — искусственный водоём в центре Москвы.

## Описание
В 1750 году на берегу Москвы-реки в центре города на современном местоположении пруда были вырыты два водоема: больший имел прямоугольную форму, а меньший — квадратную. В ходе этих работ также был облагорожен старый пруд с островом в центре. Пруды были связаны друг с другом и с Москвой-рекой системой подземных труб. Ихтиофауна была представлена плотвой и карасём.
До наших дней от этой системы дошёл лишь один водоём прямоугольной формы — это и есть Новоспасский пруд. Его площадь составляет 1,5 га, средняя глубина — 2,5 метра. Питание осуществляется за счёт грунтовых и поверхностных вод. Чтобы предотвратить водную эрозию, береговые линии укрепили железобетонной конструкцией.
Рядом с прудом расположен небольшой парк, популярное место отдыха. Для тех, кто тренируется в беге, на асфальтовой дорожке вокруг пруда нанесена разметка с расстояниями. Купание в Новоспасском пруду не разрешено, однако этот запрет часто нарушают. Также на Новоспасский пруд часто приходят рыбаки. С территории пруда открывается вид на Московский международный дом музыки и Новоспасский монастырь.